# Саговник паньчжихуанский
Саговник паньчжихуанский (лат. Cycas panzhihuaensis) — вечнозелёное древовидное растение рода Саговник. Видовое латинское название указывает на город Паньчжихуа.

## Описание
Стволы древовидные, высотой 1-2 м, реже 3 м, диаметром 15-20 см в узком месте; 30-80 листьев в кроне.
Листья серо-зелёные, полуглянцевые, длиной 70-150 см.
Пыльцевые шишки веретеновидные, жёлтые, 25-50 см, 8-14 см диаметром. Мегаспорофилы 11-21 см длиной, желто-войлочные или коричнево-войлочные.
Семена почти шаровидные, 25-35 мм длиной, 22-30 мм в ширину; саркотеста от красного до оранжевого цвета, не покрыта налетом, толщиной 1,5 мм.

## Распространение и экология
Эндемик Китая (Сычуань, Юньнань). Произрастает на высоте от 1100 до 2000 метров над уровнем моря. Встречается, как правило, в достаточно сухом, закрытом низком редколесье или древесно-кустарниковых зарослях на умеренно крутых склонах. Грунт, как правило, известняковый, хотя известно произрастание на сланцах и песчаниках.
Большая часть среды обитания находится под угрозой вырубки, также растения собирают для продажи в качестве продовольствия, медикаментов и декоративных растений, даже в заповедниках. Для защиты этого вида были созданы два заповедника, один из которых Panzhihua Cycad Nature Reserve.